# Тобилевич, Мария Ивановна
Мария Ивановна Тобилевич (Тобилевич-Кресан) (1883—1957) — русская и украинская писательница-переводчик и театральный деятель.

## Биография

Могила Софии и Марии Тобилевич

Родилась 19 декабря 1883 года. Дочь С. В. Тобилевич и И. К. Карпенко-Карого, двоюродная сестра Елены Петляш.
Детство провела в хуторе Надежда (ныне Кировоградской области), откуда из Новочеркасска, где в ссылке находился отчим Карпенко-Карый с её матерью, было разрешено переехать семье. Затем обучалась в Полтавском институте благородных девиц и на Высших курсах французского языка в Париже (где изучила французский и английский языки). Получив диплом преподавателя французского языка, вернулась на работу на Украину. Помогала Панасу Саксаганскому в литературной работе, будучи его секретарём.
В начале 1930-х годов Мария Ивановна была арестована по сфабрикованному обвинению в причастности к контрреволюционной деятельности и выслана из СССР. Только в 1941 году она вернулась в Киев, где жила с матерью. Во время немецкой оккупации Киева в годы Великой Отечественной войны организовала в помещении школы № 119 «Дом ребёнка», где существовали курсы кройки и шитья, кукольный театр, хореографический и драматический кружки, изостудия. Сюда она привлекла для работы многих известных работников искусства.
После войны была организатором и драматургом кукольного театра в Киеве. Подготовила к печати воспоминания своей матери «Мої стежки і зустрічі» (1957).
Умерла в Киеве 1 октября 1957 года, похоронена на Байковом кладбище. Была замужем за Борисом Николаевичем Прохоровым.
В РГАЛИ имеются документы, относящиеся к Марии Тобилевич.